# Zeitschrift für Ideengeschichte
Die Zeitschrift für Ideengeschichte ist eine seit Februar 2007 beim C.H. Beck Verlag erscheinende geisteswissenschaftliche Fachzeitschrift. Sie veröffentlicht wissenschaftliche Originalbeiträge zur Geschichte philosophischer, religiöser, politischer oder literarischer Ideen. Ihre Gründungsherausgeber waren Ulrich Raulff, Helwig Schmidt-Glintzer und Hellmut Seemann.

## Struktur
Die Redaktion der Zeitschrift für Ideengeschichte ist ein Kollektiv, das von einer institutionellen Kooperation des Deutschen Literaturarchivs Marbach, der Herzog August Bibliothek Wolfenbüttel, der Klassik Stiftung Weimar, des Wissenschaftskolleg zu Berlin (seit 2013), Stiftung Preußischer Kulturbesitz (seit 2018), des Kunsthistorischen Instituts in Florenz (seit 2020) und des Leibniz-Zentrums für Literatur- und Kulturforschung (seit 2024) getragen wird. Qua Amt bilden die Personen, die den genannten Institutionen vorstehen, die Herausgeberschaft der Zeitschrift; zurzeit (Stand 2024) sind dies: Sandra Richter, Ulrike Lorenz, Peter Burschel, Barbara Stollberg-Rilinger, Hermann Parzinger, Gerhard Wolf und Eva Geulen. Dem wissenschaftlichen Beirat gehören international renommierte Wissenschaftler verschiedener Fachbereiche an, etwa Glenn W. Most (Klassische Philologie), Barbara Maria Stafford (Kunstgeschichte), Quentin Skinner (Politikwissenschaft) und Jan Philipp Reemtsma (Literaturwissenschaft) sowie bis zu seinem Tod der Philosoph Dieter Henrich.
Mitglieder der Redaktion sind Hannah Baader, Warren Breckman, Ulrich von Bülow, Jan Bürger, Eva Cancik-Kirschbaum, Carsten Dutt, Petra Gehring, Luca Giuliani, Ulrike Gleixner, Hana Gründler, Jens Hacke, Helmut Heit, Christian Heitzmann, Markus Hilgert, Martin Hollender, Alexandra Kemmerer, Ingolf Kern, Jost Philipp Klenner, Reinhard Laube, Michael Matthiesen, Florian Meinel, Martin Mulsow, Robert E. Norton, Wolfert von Rahden, Stefan Rebenich, Hedwig Richter, Hole Rößler, Stephan Schlak, Astrit Schmidt-Burkhardt, Daniel Schönpflug, Andreas Urs Sommer, Carlos Spoerhase, Martial Staub, Anita Traninger und Jörg Völlnagel.
Vormalige Redaktionsmitglieder sind Philip Ajouri, Sonja Asal, Martin Bauer, Frank Druffner, Valentin Groebner, Albrecht Koschorke, Marcel Lepper, Jonas Maatsch, Ethel Matala de Mazza, Markus Messling, Tim B. Müller, Ulrich Johannes Schneider und Thorsten Valk. Geschäftsführender Redakteur ist derzeit Stephan Schlak (2007: Wolfert von Rahden; 2008–2010: Sonja Asal).
Von 2014 bis 2018 war die Zeitschrift mit dem vom Bundesministerium für Bildung und Forschung (BMBF) geförderten „Forschungsverbund Marbach Weimar Wolfenbüttel“ (MWW) verknüpft.
Die Zeitschrift für Ideengeschichte erscheint viermal jährlich. Seit 2014 sind die Beiträge auch einzeln in elektronischer Version zu erwerben. Nach jeweils zwei Jahren sind die Hefte elektronisch im Rahmen von Open Access zugänglich.

## Inhaltliche Ausrichtung
Die Zeitschrift für Ideengeschichte publiziert Aufsätze aus verschiedenen Fachbereichen. So heißt es in der Selbstdarstellung: „Die Zeitschrift für Ideengeschichte fragt nach der veränderlichen Natur von Ideen, seien sie philosophischer, religiöser, politischer oder literarischer Art.“ Im Editorial Einen Anfang machen. Warum wir eine Zeitschrift für Ideengeschichte gründen. erläutern die Herausgeber den Anspruch, kulturell einflussreiche Ideen in ihrer Entwicklung und Wandlung zu verfolgen und auf ihre Gegenwartsbedeutung zu befragen. Dabei sehen sich die Herausgeber in der Tradition des von Arthur Lovejoy 1940 gegründeten Journal of the History of Ideas, der politischen Begriffsgeschichte Erich Rothackers, Joachim Ritters und Reinhart Kosellecks und der Metapherngeschichte Hans Blumenbergs.
Jedes Heft hat einen Themenschwerpunkt, zu dem mehrere Aufsätze veröffentlicht werden. Jeder Themenschwerpunkt wird von in der Regel zwei Mitgliedern der Redaktion und des Herausgeberkreises kuratiert, die als Herausgeber des Einzelhefts fungieren. Neben den Texten des jeweiligen Themenschwerpunkts werden Beiträge in den Rubriken Gespräch, Essay, Denkbild, Archiv und Konzept & Kritik veröffentlicht. Im Archiv wird jeweils ein ideengeschichtliches Quellendokument vorgestellt und interpretiert, in der Ausgabe Herbst 2007 etwa ein bislang unbekannten Brief des Religionsphilosophen und -historikers Gershom Scholem. Unter Konzept & Kritik finden sich Auseinandersetzungen mit aktuellen Publikationen, Kontroversen und wissenschaftlichen Tagungen.

## Reaktionen
Die erste Ausgabe der Zeitschrift für Ideengeschichte führte zu zahlreichen Reaktionen in den deutschsprachigen Medien. Berichte gab es etwa in der Welt, der Süddeutschen Zeitung, der Zeit, dem Spiegel und der Neuen Zürcher Zeitung. Positiv herausgehoben wurden insbesondere die fachübergreifende Ausrichtung der Zeitschrift und ihre gute Lesbarkeit für interessierte Laien. So heißt es etwa in einem Artikel der Neuen Zürcher Zeitung: „Zwischen verschiedenen geisteswissenschaftlichen Disziplinen operierend, ist die Ideengeschichte bisher […] ein akademisches Multitalent gewesen, das die Öffentlichkeit kaum gesucht hat. Dass sie sie nicht zu scheuen braucht – jedenfalls nicht, wenn es sich um eine noch „gebildete“ Öffentlichkeit handelt –, beweist eine neu gegründete Zeitschrift der Ideengeschichte […].“